# Mae Young
Johnnie Mae Young (Sand Springs, 12 marzo 1923 – Columbia, 14 gennaio 2014) è stata una wrestler statunitense.
Mae Young è stata una figura molto importante nel wrestling femminile, contribuendo ad incrementarne la popolarità durante la seconda guerra mondiale nonché allenando diverse generazioni di lottatori. Combatté negli USA e in Canada vincendo diversi titoli nella National Wrestling Alliance.
All'inizio del 1999, ebbe una seconda parte di carriera di alto profilo nella World Wrestling Federation, dove fece parte di un duo comico con la sua migliore amica The Fabulous Moolah apparendo durante gli eventi televisivi WWE. È membro della Professional Wrestling Hall of Fame, nonché della WWE Hall of Fame. Young detiene il record di unico wrestler professionista ad aver effettivamente combattuto in nove diversi decenni, col primo match che si svolse nel 1939 e l'ultimo durante il 2010.

### Inizi (1939–1999)

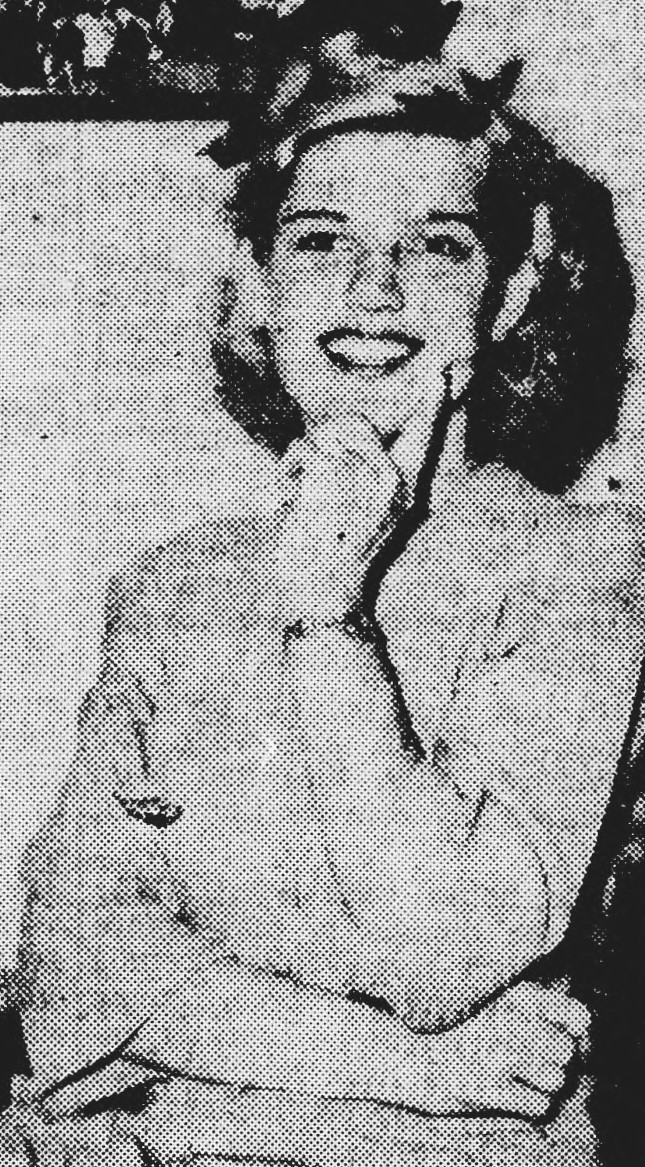
Mae Young nel 1943

## Carriera

### World Wrestling Federation/Entertainment

#### Debutto e prime apparizioni (1999–2000)
Mae Young fece il suo debutto in WWF nella puntata di SmackDown! del 9 settembre 1999, apparendo seduta al fianco dell'amica e grande campionessa The Fabulous Moolah. Successivamente Jeff Jarrett invita la Moolah sul ring e la colpisce con una spear, Quando Mae si precipita sul ring per aiutare la Moolah, viene chiusa da Jarret nella Figur 4 Leg lock. Dopo questa apparizione Mae e la Moolah cominciarono ad apparire regolarmente negli show WWF. Nella puntata di Raw del 27 settembre Mae e la Moolah vincono il Women's Championship in un Handicap match contro Ivory. A No Mercy, Mae assiste ed aiuta la Moolah nel sconfiggere e mantenere il titolo femminile ai danni della Ivory. Alle Survivor Series, Mae Young, The Fabulous Moolah, Debra e Tori sconfiggono Ivory, Jacqueline Moore, Terri Runnels e Luna Vachon.
Alla Royal Rumble 2000, all'eta di 76 anni, Mae vince un concorso in bikini e diventa Miss WWF Royal Rumble, tuttavia si scoprirà che Mae indossava una protesi e che quindi non aveva mostrato il suo corpo. Sempre nel 2000, Mae inizia una relazione con Mark Henry (Kayfabe), seguita dall'annuncio di una sua gravidanza. Nel frattempo Mae viene attaccata in due puntate di Raw dai Dudley Boyz in particolare da Bubba Ray Dudley, il quale, la colpisce una prima volta con una powerbomb sul tavolo e una seconda volta, legandola su una sedia a rotelle, lanciandola dallo stage. Tuttavia successivamente, il bambino si rivela essere solo una mano di gomma insaguinata.

#### Ritorno e diverse apparizioni (2002–2014)
Mae ritorna nella puntata di Raw nel 29 luglio 2002 con la sua grande amica The Fabulous Moolah, per presentare il libro di quest'ultima: The Fabulous Moolah: First Goddess of the Squared Circle. Le due vengono interrotte dal GM Eric Bischoff e Mae, viene colpita dai 3-Minute Warning con uno scoop slam e con la top rope splash. Mae riappare a Bad Blood dove, dopo aver messo a nudo Eric Bischoff, lo colpisce con la bronco buster.
Nel 2004, Mae viene inserita nella Professional Wrestling Hall of Fame. Nel 2005 partecipa al film-documentario sulle lottatrici degli anni Cinquanta Lipstick and Dynamite e con The Fabulous Moolah partecipa al programma Late Night with Conan O'Brien per promuovere il film-documentario. Nel 2008 viene introdotta nella WWE Hall of Fame da Pat Patterson. Nella puntata di Raw Old School del 15 novembre 2010, Mae lotta e vince un Falls Count Anywhere handicap match contro Michelle McCool e Layla: le LayCool, diventando così la prima persona a lottare in nove diversi decenni.
Mae Young è apparsa a WrestleMania XXVII in un segmento dietro le quinte con The Rock e Eve Torres. Nella puntata di Raw del 2 maggio 2011, nella serata dedicata al compleanno di The Rock, Mae viene portata da quest'ultimo come dono di Vickie Guerrero e Dolph Ziggler. I due deridono Rock per il regalo, e lui risponde baciando in bocca Mae Young. Nella puntata di Raw del 28 novembre 2011, Mae era coinvolta in un segmento nel Backstage con Zack Ryder e Eve Torres. Il segmento però, per motivi di lunghezza non andò in onda.
Nella puntata di SmackDown del 10 aprile 2012, Mae colpisce con dei calci agli stinchi The Great Khali e poi lo bacia. Nella puntata di Raw 1000 del 23 luglio 2012, Mae appare nel backstage con suo figlio: la mano di gomma. Nella puntata di Raw del 24 settembre 2012 appare in un segmento che vedeva protagonista Daniel Bryan e Kane (Team Hell No) per la gestione della rabbia.
Nella puntata di Raw del 31 dicembre 2012, Eve Torres sceglie Mae Young per il match con in palio il WWE Divas Championship e mentre si riscaldava, avvertì dei crampi allo stomaco. Il dottore stabilisce che era ancora una volta incinta. Nel corso della trasmissione, Mae ha dato alla luce il Bambino di Capodanno, interpretato da Hornswoggle. Nella puntata di Raw Old School del 4 marzo 2013, Mae Young è presente in un segmento sullo stage con molti atleti per festeggiare i suoi 90 anni, ma vengono interrotti da CM Punk che entra sul ring per combattere. A fine show Vince McMahon e Triple H hanno donato a Mae una copia del titolo WWE Divas Championship, nominandola Forever Divas Championship.

## Morte

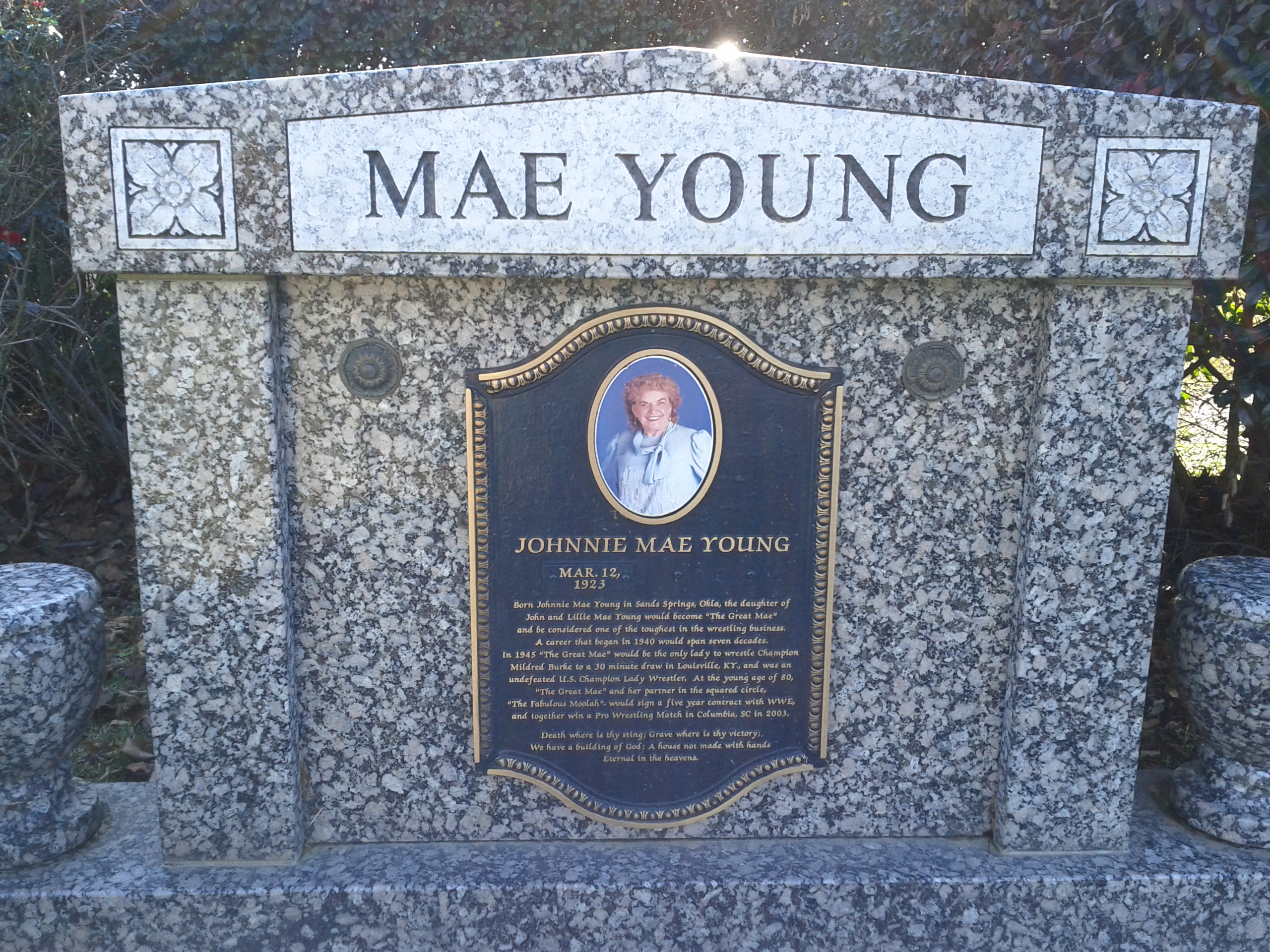
La tomba di Mae Young

Negli ultimi tempi Mae versò in gravi condizioni di salute e fu attaccata ad un respiratore artificiale: muore il 14 gennaio 2014 all'età di 90 anni.
Oggi riposa nel Greenlawn Memorial Park di Columbia (Carolina del Sud).

## Personaggio

### Mosse finali
- Boston crab
- Elbow drop

### Wrestler assistiti
- Johnny Flex[8]

### Soprannomi
- "Queen Of The Canvas"
- "The First Diva"
- "The Great Mae Young"
- "The Matriarch of the Mat"
- "The Original Diva"

## Titoli e riconoscimenti
- Championship Wrestling from Florida
  - NWA Florida Women's Championship (1)[9]
- National Wrestling Alliance
  - NWA United States Women's Championship (1)[2][3]
  - NWA Women's World Tag Team Championship (1) – con Ella Waldek[10]
- Professional Wrestling Hall of Fame
  - Classe del 2004[3]
- World Wrestling Federation/Entertainment
  - Miss Royal Rumble (1)
  - WWE Hall of Fame (Classe del 2008)[2][3]
  - Slammy Award (1)
    - Knucklehead Moment of the Year (2010) per aver sconfitto le LayCool nella puntata di Raw Old School[11]